# Barbed Wire
Barbed Wire je poslední studiové album amerického kytaristy Linka Wraye. Vyšlo v roce 2000. Album obsahuje nahrávky pořízené v říjnu 1995 ve studiu v Londýně a dvě koncertní nahrávky nahrané 15. ledna 1997 také v Londýně. Kromě autorských písní se na desce nachází také coververze, například „Jailhouse Rock“ a „Born to Be Wild“.

## Seznam skladeb
1. Tiger Man
2. Julie Baby
3. Home Is Where the Heart Is
4. Hard Rock
5. Barbed Wire
6. Young and Beautiful
7. Jailhouse Rock
8. Somebody Lied
9. Lover, Come Back to Me
10. Spider Man
11. Rumble (koncertní nahrávka)
12. Born to Be Wild
13. Fire (koncertní nahrávka)

## Obsazení
- Link Wray – zpěv, kytara
- Eric Greevers – varhany, basová kytara
- Rob Louwers – bicí
- Rob Keyloch – perkuse